# جيمي غيليغان
جيمي غيليغان (بالإنجليزية: Jimmy Gilligan)‏ هو لاعب كرة قدم بريطاني، ولد في 24 يناير 1964 في هامرسميث في المملكة المتحدة. لعب مع سوانزي سيتي وسويندون تاون وغريمسبي تاون وكارديف سيتي ولينكولن سيتي أف سي ونادي بورتسموث ونادي واتفورد ونيوبورت كونتي.

## وصلات خارجية
- جيمي غيليغان على موقع قاعدة بيانات كرة القدم.إي يو (الإنجليزية)
- جيمي غيليغان على موقع Soccerbase.com (مدرب) (الإنجليزية)
- جيمي غيليغان على موقع عالم كرة القدم.نت (الإنجليزية)